# Le Ménil-Vicomte
Le Ménil-Vicomte – miejscowość i gmina we Francji, w regionie Normandia, w departamencie Orne.
Według danych na rok 1990 gminę zamieszkiwało 38 osób, a gęstość zaludnienia wynosiła 10 osób/km² (wśród 1815 gmin Dolnej Normandii Le Ménil-Vicomte plasuje się na 845. miejscu pod względem liczby ludności, natomiast pod względem powierzchni na miejscu 983.).